# DPH5
DPH5 (англ. Diphthamide biosynthesis 5) – білок, який кодується однойменним геном, розташованим у людей на короткому плечі 1-ї хромосоми.  Довжина поліпептидного ланцюга білка становить 285 амінокислот, а молекулярна маса — 31 651.
| 10         |  | 20         |  | 30         |  | 40         |  | 50         |
| ---------- |  | ---------- |  | ---------- |  | ---------- |  | ---------- |
| MLYLIGLGLG |  | DAKDITVKGL |  | EVVRRCSRVY |  | LEAYTSVLTV |  | GKEALEEFYG |
| RKLVVADREE |  | VEQEADNILK |  | DADISDVAFL |  | VVGDPFGATT |  | HSDLVLRATK |
| LGIPYRVIHN |  | ASIMNAVGCC |  | GLQLYKFGET |  | VSIVFWTDTW |  | RPESFFDKVK |
| KNRQNGMHTL |  | CLLDIKVKEQ |  | SLENLIKGRK |  | IYEPPRYMSV |  | NQAAQQLLEI |
| VQNQRIRGEE |  | PAVTEETLCV |  | GLARVGADDQ |  | KIAAGTLRQM |  | CTVDLGEPLH |
| SLIITGGSIH |  | PMEMEMLSLF |  | SIPENSSESQ |  | SINGL      |  |            |

A: Аланін

C: Цистеїн

D: Аспарагінова кислота

E: Глутамінова кислота

F: Фенілаланін

G: Гліцин

H: Гістидин

I: Ізолейцин

K: Лізин

L: Лейцин

M: Метіонін

N: Аспарагін

P: Пролін

Q: Глутамін

R: Аргінін

S: Серин

T: Треонін

V: Валін

W: Триптофан

Кодований геном білок за функціями належить до трансфераз, метилтрансфераз, фосфопротеїнів. 
Задіяний у такому біологічному процесі як альтернативний сплайсинг. 
Білок має сайт для зв'язування з s-аденозил-l-метіоніном. 